# UiS Volley
UiS Volley est un club norvégien de volley-ball fondé en 2009 et basé à Stavanger, évoluant pour la saison 2017-2018 en 2.divisjon Kvinner.

## Palmarès
- Championnat de Norvège
  - Vainqueur : 2010, 2011.

## Effectifs

### Saison 2013-2014
Entraîneur : Maris Vavers  Norvège